# Instita
Los latinos llamaban instita al bordado o guarnición que se colocaba en la parte inferior de los vestidos de las mujeres. 
Los griegos le daban el nombre de peripeson y pariphé. Virgilio en la Eneida lo llama limbus pictus. Este adorno era algunas veces teñido sobre la propia prenda o bordado con aguja. Pero lo más habitual es que fuera una especie de cinta ancha o guarnición suelta que se aseguraba al vestido. Estas guarniciones se vendían por separado y Ovidio da el nombre de institores a los vendedores de institae. Estos bordados que solían ser de púrpura se asemejan mucho a los que vemos en algunos vasos griegos. 